# Mékéos
Les Mékéos sont un peuple de Papouasie-Nouvelle-Guinée, parlant le mekeo, un des sept cents dialectes locaux. 

## Description
Les Mékéos sont installés sur la cote sud-est de la nouvelle-Guinée, le long du fleuve Saint-Joseph, vers l'île Yule. Ils occupent une quinzaine de villages.
Le groupe comporte environ 4 000 personnes.
Dans les guerres tribales, les Mékéos ne faisaient jamais de prisonnier. « Les Mékéos ont deux ornements militaires, le kéfé et le iofo, que l'on ne peut revêtir si l'on n'a pas tué d'ennemi. Ce sont par conséquent des insignes dont les titulaires sont très fiers ».

## Histoire
Le Père Henri Verjus avec le Père Couppé et le frère Salvatore les rencontrent pour la première fois en novembre 1886 et commencent leur évangélisation. 
En 1937, Alain de Boismenu accueille le premier prêtre indigène, le Père Louis Vanghéké de la tribu de Mékéo, qui est ordonné à Madagascar. Deux autres prêtres Mékéos seront ordonnés dans les années 1960.
Une tentative australienne d'implantation de coopératives rizicoles sur leur terre échoue en 1985. 